# Hinricus de Vredelant
Hinricus de Vredelant, auch Henricus Vredenlant (bl. 1388–1418) war Ratssekretär der Hansestadt Lübeck.

## Leben
Hinricus de Vredelant, über dessen Herkunft nichts bekannt ist, wurde am 23. April 1388 an der Karls-Universität Prag zum Magister promoviert. Er lehrte dann zunächst Politik an der Universität Prag. Er wurde am 16. Juni 1396 Ratssekretär in Lübeck und gab sein Amt Ende April 1408 auf, als der Alte Rat im Zuge der bürgerlichen Unruhen zu Beginn des 15. Jahrhunderts der Stadt verwiesen und bevor im Mai 1408 ein Neuer Rat gewählt wurde. Nach Rückkehr des Alten Rates 1416 lässt sich im Mai 1418 nochmals seine Handschrift im Lübecker Oberstadtbuch feststellen. Sein weiteres Schicksal ist unbekannt.